# Kalmar (Gemeinde)
Koordinaten: 56° 40′ N, 16° 21′ O

Kalmar ist eine Gemeinde (schwedisch kommun) in der schwedischen Provinz Kalmar län und der historischen Provinz Småland. Der Hauptort der Gemeinde ist Kalmar.

## Geographie
Die Gemeinde grenzt auf der Seeseite an den Kalmarsund in der Ostsee.

## Geschichte
In der Gemeinde findet man mehr als Tausend vorhistorische Monumente. Die meisten liegen in einem Kranz um die Stadt Kalmar und stammen überwiegend aus der Eisenzeit. 1987 entdeckten Archäologen im Ort Tingby, der etwa 10 km westlich von Kalmar liegt, die Reste einer alten Siedlung. Es zeigte sich, dass der Platz schon vor mehr als 8.000 Jahren bewohnt war. Dieser Ort wird heute als die älteste bekannte skandinavische Siedlung betrachtet. Nicht weit vom Flugplatz des Hauptortes befindet sich ein Steinkreis. Es wird vermutet, dass er zum Friedhof eines vorhistorischen Dorfes gehörte.
Im Mittelalter wurde entlang der Ostseeküste ein System aus mehreren Aussichtstürmen zur seeseitigen Verteidigung eingerichtet. Manche dieser Türme gehörten zu burgartigen Steinkirchen, von denen man eine gute Aussicht auf das Meer und die angrenzende Landschaft hatte. Die Kirchen waren auch Zufluchtsort bei feindlichen Angriffen. Die älteste Kirche steht im Ort Hossmo und wird auf das Jahr 1175 datiert. Der wichtigste Turm stand direkt in Kalmar und wurde später das Schloss.

## Orte
Folgende Orte sind Ortschaften (tätorter):
- Boholmarna
- Dunö
- Hagby
- Halltorp
- Kalmar
- Lindsdal
- Ljungbyholm
- Läckeby
- Påryd
- Rinkabyholm
- Rockneby
- Smedby
- Trekanten
- Tvärskog
- Vassmolösa

## Städtepartnerschaften
Kalmar listet folgende neun Partnerstädte auf:
| Stadt       | Land                                | seit |
| ----------- | ----------------------------------- | ---- |
| Árborg      | Suðurland, Island                   | 1987 |
| Arendal     | Aust-Agder, Norwegen                | 1948 |
| Danzig      | Pommern, Polen                      | 1991 |
| Entebbe     | Wakiso, Uganda                      | 2003 |
| Kaliningrad | Nordwestrussland, Russland          | 2000 |
| Panevėžys   | Litauen                             | 1992 |
| Samsun      | Türkei                              |      |
| Savonlinna  | Südsavo, Finnland                   | 1948 |
| Silkeborg   | Dänemark                            |      |
| Wilmington  | Delaware, Vereinigte Staaten        | 1963 |
| Wismar      | Mecklenburg-Vorpommern, Deutschland | 2002 |